# Musculus pubovaginalis

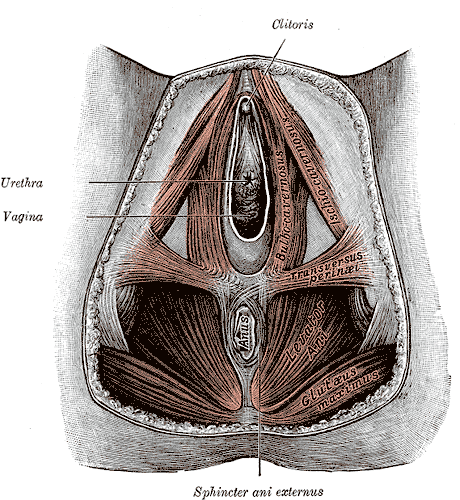
A női medence izmai (a musculus pubovaginalis nincs jelölve)

A musculus pubovaginalis egy izom a női testben a medencéjénél.

## Eredés, tapadás, elhelyezkedés
A musculus levator ani része. Az urethrától hátrébb helyezkedik el. A vaginát körbeveszi és a corpus perineale-on tapad.

## Funkció
A vaginát húzza fel és le.

## Beidegzés, vérellátás
A nervus pudendus és a plexus sacralis származó ágak idegzik be. Az arteria glutea inferior és az arteria pudenda externa profunda látja el vérrel.

## Külső hivatkozások
- Kép + leírás
- Definíció
- Primal 3D Interactive Pelvis & Perineum